# Karl Duncker
Pour les articles homonymes, voir Duncker.
Ne doit pas être confondu avec Karl Duncker (éditeur).
Karl Duncker, né le 2 février 1903 à Leipzig — mort le 23 février 1940 est un psychologue allemand spécialisé en psychologie de la forme. 
Après avoir fréquenté l'université Friedrich-Wilhelms en 1923, il se retrouve à l'université Clark en 1925-1926. De retour en Allemagne, à Berlin, il est étudiant et assiste des fondateurs du gestaltisme tels Max Wertheimer, Wolfgang Köhler et Kurt Koffka jusqu'en 1935, année où il est exilé par les nazis. Il travaille un temps à Cambridge avant de déménager aux États-Unis, où il assiste Köhler au Swarthmore College.  
Il popularise le terme fixité fonctionnelle (en)

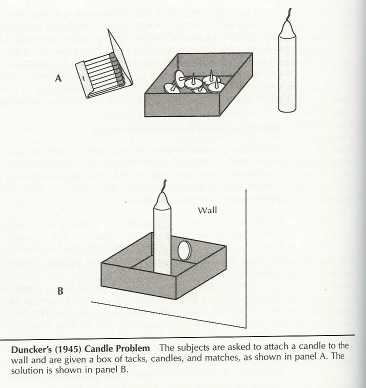
Le problème de la bougie.

Il énonce également le test du problème de la bougie.
Souffrant de dépression depuis quelque temps, il se suicide en 1940, à l'âge de 37 ans.